# Trochosodon anomalus
Trochosodon anomalus är en mossdjursart som beskrevs av Bock och Cook 2004. Trochosodon anomalus ingår i släktet Trochosodon och familjen Biporidae. Inga underarter finns listade i Catalogue of Life.